# Comuna Jitia, Vrancea
Jitia este o comună în județul Vrancea, Muntenia, România, formată din satele Cerbu, Dealu Sării, Jitia (reședința), Jitia de Jos și Măgura.

## Etimologie
Numele comunei vine de la schitul Jitia, înființat de boierii Fane Hagiul (pitar) și Gheorghe Dedulescu (sluger), pe la jumătatea secolului al XVII-lea.

## Așezare
Comuna se află în sud-vestul județului, în Munții Vrancei, la limita cu județul Buzău, pe malul stâng al râului Râmnicu Sărat. Șoseaua DN2N leagă comuna de Chiojdeni, Dumitrești, Bordești și Dumbrăveni (unde se termină în DN2), iar DN2R o leagă de Vintileasca. Șoseaua județeană DJ204C pornește de la Jitia spre sud, trecând râul Râmnicu Sărat prin vad, și duce în județul Buzău către Bisoca și Sărulești.

## Demografie
Componența etnică a comunei Jitia
     Români (95,77%)
     Alte etnii (0%)
     Necunoscută (4,23%)
Componența confesională a comunei Jitia
     Ortodocși (95,56%)
     Alte religii (4,44%)
Conform recensământului efectuat în 2021, populația comunei Jitia se ridică la 1.443 de locuitori, în scădere față de recensământul anterior din 2011, când fuseseră înregistrați 1.609 locuitori. Majoritatea locuitorilor sunt români (95,77%), iar pentru 4,23% nu se cunoaște apartenența etnică. Din punct de vedere confesional, majoritatea locuitorilor sunt ortodocși (95,56%).

## Politică și administrație
Comuna Jitia este administrată de un primar și un consiliu local compus din 11 consilieri. Primarul, Ion Păun[*], de la Partidul Social Democrat, este în funcție din 2016. Începând cu alegerile locale din 2024, consiliul local are următoarea componență pe partide politice:
|  | Partid                    | Consilieri | Componența Consiliului | Componența Consiliului | Componența Consiliului | Componența Consiliului | Componența Consiliului | Componența Consiliului | Componența Consiliului |
|  | ------------------------- | ---------- | ---------------------- | ---------------------- | ---------------------- | ---------------------- | ---------------------- | ---------------------- | ---------------------- |
|  | Partidul Social Democrat  | 7          |                        |                        |                        |                        |                        |                        |                        |
|  | Partidul Național Liberal | 4          |                        |                        |                        |                        |                        |                        |                        |

## Istorie
La sfârșitul secolului al XIX-lea, comuna făcea parte din plaiul Râmnicul al județului Râmnicu Sărat și avea în compunere satele Jitia din Deal, Jitia din Vale, Dealu Sării, Vintileasca și Neculele, cu o populație totală de 1869 de locuitori. În comună funcționau două biserici (una la Jitia, datând din 1783 și una în Neculele, din 1863) și două școli cu 61 de elevi. Anuarul Socec din 1925 consemnează comuna în plasa Dumitrești a aceluiași județ, cu 2319 locuitori în satele Dealu Sării, Jitia, Măgura și Neculele.
În 1950, comuna a trecut în administrarea raionului Râmnicu Sărat din regiunea Buzău și apoi (după 1952) din regiunea Ploiești. În 1968, comuna a trecut, în alcătuirea actuală, la județul Vrancea.

## Monumente istorice
Singurul obiectiv din comuna Jitia inclus pe lista monumentelor istorice din județul Vrancea ca monument de interes local este monumentul eroilor din Primul Război Mondial, aflat în satul Jitia și ridicat în 1934. El este clasificat ca monument memorial sau funerar.